# Möðruvallabók
Le Möðruvallabók (parfois appelé par le matricule AM 132 fol) est un manuscrit composé en Islande vers 1330-1370 et regroupant le texte de différentes sagas rédigé en vieux norrois. La plupart des sagas qui le composent n'étant que très mal attestées par ailleurs, il constitue l'une des sources les plus importantes pour la littérature islandaise du Moyen Âge.

## Présentation

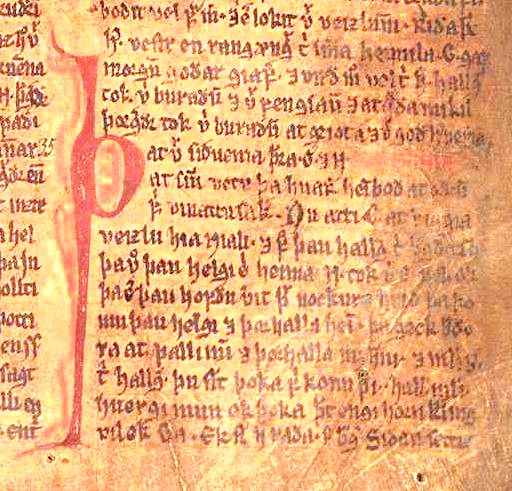
La Saga de Njáll le Brûlé dans la collection Möðruvallabók.

Le texte du Möðruvallabók, partiellement illustré (sept fois en tout), est écrit sur 200 feuillets de vélin au format in-folio (env. 33,5 x 24 cm) et dotés d'une reliure de chêne ouverte. Bien que cette reliure d'origine ait été défaite au XIXe siècle, elle fut restaurée telle quelle en 1928 par Anker Kyster.
La majeure partie du texte est écrite par la même main, même si l'on observe également des parties plus récentes écrites dans une encre plus rouge. En effet, on distingue clairement 189 feuillets d'origine et 11 feuillets ajoutés aux XVIIe et XVIIIe siècles afin de remplacer les feuillets perdus.

## Historique
L'origine de ce manuscrit est probablement à chercher dans le nord de l'Islande, même si sa localisation précise est inconnue.
L'emploi du nom Möðruvallabók remonte au XIXe siècle, et fait allusion à une annotation effectuée au début du livre par l'un de ses anciens propriétaires, un juriste nommé Magnús Björnsson. Ce dernier a en effet noté son nom dans le livre aux côtés d'une date (le 3 mai 1628) et d'une mention de lieu : « í stóru baðstofunni á Möðruvöllum »,. Ce lieu, situé au nord du pays dans la vallée de Hörgárdalur, près du monastère de Munkaþverá et du fjord d'Eyjafjörður, correspond à une ancienne ferme aujourd'hui appelée Möðruvellir.
Par la suite, le manuscrit fut cédé à l'archiviste danois Thomas Bartholin en 1684 et rejoignit à sa mort, en 1690, la collection du savant Árni Magnússon. À la mort de ce dernier, en 1730, il fut ensuite légué à l'université de Copenhague en même temps que 1800 autres manuscrits, dans une collection nommée Arnamagnæanske Samling en hommage à son ancien propriétaire (d'où le matricule AM 132,).
En 1974, à l'occasion d'une division entre ouvrages danois et islandais à l'université de Copenhague, le Möðruvallabók a finalement été remis à l’institut Árni Magnússon, institut académique situé à Reykjavik.

## Principaux documents
Le Möðruvallabók comprend 11 sagas différentes, présentées dans l'ordre suivant :
- Saga de Njáll le Brûlé
- Egils saga
- Saga de Finnbogi le Fort
- Bandamanna saga
- Kormáks saga
- Víga-Glúms saga
- Droplaugarsona saga
- Ölkofra saga
- Hallfreðar saga
- Laxdæla saga
- Fóstbræðra saga

Enfin, une lacune entre la saga de Njáll et la saga d'Egil comporte la mention d'une « Saga de Gaukur Trandilsson » qui n'est cependant attestée dans aucun manuscrit ayant survécu.